# Parti bleu (Guatemala)
Pour les articles homonymes, voir Parti bleu (homonymie).
Le Parti bleu (en espagnol : Partido Azul) est un parti politique guatémaltèque.

## Histoire
Le Parti bleu est fondé en 2020 par son chef et fondateur Isaac Farchi, un homme d'affaires guatémaltèque d'origine juive candidat à la présidence de la République pour Vision avec valeurs à l'élection présidentielle de 2019. Le 25 avril 2022, le Tribunal suprême électoral enregistre le parti politique.
En décembre 2022, le Parti bleu présente Isaac Farchi et Mauricio Zaldaña comme binôme présidentiel
Selon Farchi, le parti politique n'a aucun candidat à la réélection.
Lors de l'élection présidentielle de 2023, Farchi obtient 1,46 % des voix et la 12e place. Aux  élections législatives de 2023 parti obtient deux députés : l'un sur la liste nationale et l'autre dans le département de Jutiapa ; il n'obtient cependant aucun député au Parlement centraméricain. Le Parti bleu remporte également deux municipalités : Chahal (Alta Verapaz) et Jalpatagua (Jutiapa).

## Résultats électoraux

### Élections présidentielles
| Année | Candidats    | Candidats        | Premier tour | Premier tour | Second tour | Second tour | Statut  |
| Année | Président    | Vice-président   | Voix         | %            | Voix        | %           | Statut  |
| ----- | ------------ | ---------------- | ------------ | ------------ | ----------- | ----------- | ------- |
| 2023  | Isaac Farchi | Mauricio Zaldaña | 61 544       | 1,46         |             |             | Non élu |

### Élections législatives
| Année | Liste nationale | Liste nationale | Districts | Districts | Sièges  | +/- |
| Année | Voix            | %               | Voix      | %         | Sièges  | +/- |
| ----- | --------------- | --------------- | --------- | --------- | ------- | --- |
| 2023  | 98 487          | 2,36            | 109 802   | 2,45      | 2 / 160 | Nv  |